# 天神乱漫! オーラの滝! 〜まいなすイオンがでてますよ〜
天神乱漫オーラの滝〜まいなすイオンが出てますよ〜は、音泉にて配信されている『天神乱漫 -LUCKY or UNLUCKY!?-』関連のインターネットラジオ番組。
パーソナリティは、ゆずソフト作品に連続出演更新中（ボーカル曲含む）の榊原ゆい、みる。

番組内でのリスナーのペンネームは「神ネーム」、挨拶は「らんまんは」

## 番組概要
- 配信期間：2009年1月6日〜
- 配信サイト（配信日）：音泉（隔週火曜日）
- 収録時間：約30〜40分
- スポンサー：ゆずソフト/ラッセル

## パーソナリティ
榊原ゆい（声優、歌手）

- 出演作品（キャスト）：『ぶらばん! -The bonds of melody-』（中ノ島 妙） 、『E×E』（上御霊 円）、『夏空カナタ』（エンディング曲）、『天神乱漫 -LUCKY or UNLUCKY!?-』（浅葱 虎太郎）
  - 基本進行を担当。ネスレ・ミロのプロを自称しており、第04回で「美味しいミロの作り方」を紹介している。歌手としての評価も高く、その実力は第02回放送で見事に発揮された。また、このラジオのOP（『天神乱漫 -LUCKY or UNLUCKY!?-』のOPと同じ曲）も担当している。後半で、演じる虎太郎の終盤の状態に因み「神様〜〜!神様〜〜!」といった後に、冷淡に「私だ!」と答えるギャグ」を披露。なお本作関連のイベントの挨拶でもこのネタを行ったが、作品の結末を知らない一部の参加者から唖然とされていたらしい。

みる（声優）

- 出演作品（キャスト）：『ぶらばん! -The bonds of melody-』（御影 須美） 、『E×E』（籠 夏希）、『夏空カナタ』（七条 沙々羅）、『天神乱漫 -LUCKY or UNLUCKY!?-』（木賊 朋花）
  - 癒し担当（？）。番組内での噛みっぷりを、リスナーはもちろん、ゆずソフトスタッフからも「まいなすイオンが出ている」と評される。榊原ゆいいわく『すごい天然さん』。さらに最終回では、裏方のスタッフの指示をスルーしてコーナーを飛ばすという、前代未聞の大失敗を披露。

## コーナー
以下、進行の順に列挙
ふつおたのコーナー
パーソナリティ二人のフリートークと、リスナーから寄せられた番組の感想や、二人への質問などを紹介するコーナー。番組開始前からメール募集をしていたので第01回目からリスナーの投稿があった。
まいなすオーラの滝
リスナーの悩みを『霊視』して、その悩みに宿っている神様を視ることで何事もポジティブに解釈し解決に導こうというコーナー。
なりきり降霊術
パーソナリティのどちらかが様々な人や物を降霊させ、それが誰(何)なのかを当てるモノマネコーナー。第03回放送から物の降霊も始まり難易度が上がっている。
口唇に呪符っ!
「なりきり降霊術」で、ダメだった方の唇にリスナーから募集した「書いている通りの言動しか出来なくなる『呪符』」を貼り、番組を進行させるコーナー。要するに罰ゲームであるが『呪符』の内容によっては、貼られていない方が絡み辛くなり進行が難しくなる事もある。

## 備考
- タイトルはバラエティ番組「国分太一・美輪明宏・江原啓之のオーラの泉」のパロディであり、第1回でみるが「オーラの本家の方で」という発言をしている。
- 公式サイトが開設されて短期間にも関わらず、第1回放送以前より多くのメールが届いた。
- コミックマーケット76にて、当番組のCDが発売。また同イベントでは本作のビジュアルファンブック、サウンドトラック、さらにはキャラソンCDを収録できるケースも出品した。